# Rowan County (Kentucky)
Rowan County ist eines von insgesamt 120 Countys im US-Bundesstaat Kentucky. Der Verwaltungssitz (County Seat) ist Morehead. Das U.S. Census Bureau hat bei der Volkszählung 2020 eine Einwohnerzahl von 24.662 ermittelt.

## Geographie
Rowan County befindet sich im gebirgigen Nordosten des Staates, im so genannten Eastern Coal Field. Die Landschaft des Countys ist vom umgebenden Gebirge geprägt. Ein großer Teil seiner Fläche gehört zum Daniel Boone National Forest und zeichnet sich durch Hartholzwälder aus. Es hat eine Fläche von 741 Quadratkilometern, wovon 14 Quadratkilometer Wasserfläche sind.
Das County grenzt an folgende Countys: Fleming County, Lewis County, Carter County, Elliott County, Morgan County, Menifee County und Bath County. Die einzige größere Ortschaft ist Morehead mit einer Bevölkerung von etwa 8400 Einwohnern.

## Geschichte
Das Rowan County wurde im Jahr 1856 aus Teilen der Countys Fleming County und Morgan County gebildet. Es war damit das 104. County Kentuckys. Benannt wurde es nach dem Politiker John Rowan, der den Staat Kentucky zunächst im Repräsentantenhaus (1807 bis 1809), später im Senat (1825 bis 1831) vertreten hatte. Als Verwaltungssitz wurde der Ort Morehead gegründet.
In den 60er Jahren des 19. Jahrhunderts existierten zahlreiche, verstreute kleine Gemeinden im Rowan County. Angebaut wurde hauptsächlich Mais und es entwickelte sich eine Holzindustrie, begünstigt durch die großen Waldflächen und die Möglichkeit, die gefällten Baumstämme auf den Flüssen Triplett Creek und Licking River zu transportieren. Frühe Zentren der Holzindustrie waren die Orte Farmers, Rodburn, Eadston und Brady. In der Nähe der Ortschaften Rockville und Bluestone entstanden Kohleminen und Steinbrüche.
Zwölf Bauwerke und Stätten des Countys sind im National Register of Historic Places eingetragen (Stand 20. Oktober 2017).

## Wirtschaft
Etwa ein Drittel des Countys sind landwirtschaftliche Nutzfläche. Zu den natürlichen Ressourcen des Countys zählen Holz, Kalkstein, Lehm und Kohle.

## Demografische Daten
Nach der Volkszählung im Jahr 2000 lebten im Rowan County 22.094 Menschen in 7.927 Haushalten und 5.215 Familien. Die Bevölkerungsdichte betrug 30 Einwohner pro Quadratkilometer. Ethnisch betrachtet setzte sich die Bevölkerung zusammen aus 95,98 Prozent Weißen, 1,56 Prozent Afroamerikanern, 0,21 Prozent amerikanischen Ureinwohnern, 0,89 Prozent Asiaten, 0,01 Prozent Bewohnern aus dem pazifischen Inselraum und 0,38 Prozent aus anderen ethnischen Gruppen; 0,97 Prozent stammten von zwei oder mehr Ethnien ab. 1,06 Prozent der Bevölkerung waren spanischer oder lateinamerikanischer Abstammung.
Von den 7.927 Haushalten hatten 30,5 Prozent Kinder und Jugendliche unter 18 Jahre, die bei ihnen lebten. 52,4 Prozent waren verheiratete, zusammenlebende Paare, 10,2 Prozent waren allein erziehende Mütter, 34,2 Prozent waren keine Familien, 27,0 Prozent waren Singlehaushalte und in 9,2 Prozent lebten Menschen im Alter von 65 Jahren oder darüber. Die Durchschnittshaushaltsgröße betrug 2,39 und die durchschnittliche Familiengröße lag bei 2,91 Personen.
Auf das gesamte County bezogen setzte sich die Bevölkerung zusammen aus 20,3 Prozent Einwohnern unter 18 Jahren, 23,5 Prozent zwischen 18 und 24 Jahren, 25,9 Prozent zwischen 25 und 44 Jahren, 20,0 Prozent zwischen 45 und 64 Jahren und 10,4 Prozent waren 65 Jahre alt oder darüber. Das Durchschnittsalter betrug 30 Jahre. Auf 100 weibliche Personen kamen 94,6 männliche Personen. Auf 100 Frauen im Alter von 18 Jahren alt oder darüber kamen statistisch 93,1 Männer.
Das jährliche Durchschnittseinkommen eines Haushalts betrug 28.055 USD, das Durchschnittseinkommen der Familien betrug 34.338 USD. Männer hatten ein Durchschnittseinkommen von 26.777 USD, Frauen 20.104 USD. Das Prokopfeinkommen betrug 13.888 USD. 15,9 Prozent der Familien und 21,3 Prozent der Bevölkerung lebten unterhalb der Armutsgrenze. Davon waren 20,8 Prozent Kinder oder Jugendliche unter 18 Jahre und 16,2 Prozent waren Menschen über 65 Jahre.

## Orte im County
- Bangor
- Bluestone
- Brady
- Christy
- Clearfield
- Cogswell
- Craney
- Cranston
- Elliottville
- Farmers
- Gates
- Haldeman
- Hamim
- Hays Crossing
- Hilda
- Lakeview Heights
- Lick Fork
- Minor
- Morehead
- Paragon
- Ramey
- Rodburn
- Sharkey
- Smile
- Triplett
- Waltz